# 小松島港仮乗降場
小松島港仮乗降場（こまつしまこうかりじょうこうじょう）は、かつて徳島県小松島市小松島町にあった日本国有鉄道（国鉄）小松島線の仮乗降場である。「小松島港駅」とも呼ばれた。

## 歴史
- 1940年（昭和15年）3月15日：小松島駅構内に開設[1]。
- 1985年（昭和60年）3月14日：小松島線廃止により廃駅となる[1]。

## 廃止時の駅構造
当仮乗降場は四国総局が設定した仮乗降場であり、正式には小松島駅構内である。時刻表では臨時駅の表示がされていたが、実態は前述のとおりである。なお、当仮乗降場には営業キロは設定されず、営業キロは小松島駅までのキロ数（小松島駅と当仮乗降場間の実際の距離はおよそ300メートル）が使用された。
当仮乗降場は大阪・和歌山への汽船・フェリーとの連絡のため小松島港に設けられ、構内には単式ホーム1面1線と機回し線を有していた。
出札口では硬券を含む乗車券や入場券が行われ、その付近では竹ちくわの販売を行っていた。なお、当仮乗降場で発売した乗車券や入場券の券面は「小松島駅発行」となっていた。

## 廃止時の駅周辺
- 小松島港
- 南海フェリー
- 小松島フェリー
- 関西汽船

## 仮乗降場跡
仮乗降場廃止後は、ホームが多少手を加えられる形でバス乗り場になっていたが、その後フェリーのりばが新築されたことに伴い移転し、現存しない。また、当仮乗降場にて接続していた南海フェリーも1999年（平成11年）に小松島港から徳島港フェリーターミナルに発着港が変更となっており、現在小松島港から定期航路に乗船することは出来なくなっている。

## 隣の駅
日本国有鉄道（国鉄）
小松島線
小松島駅 - 小松島港仮乗降場